# IJscolf
IJscolf is een sport die van de Middeleeuwen tot en met de Gouden Eeuw zeer populair was in de Lage Landen. Het is een spel dat op het ijs gespeeld wordt met een bal van hout of leer en een slaghout dat colf (of kolf) genoemd wordt.

IJscolf heeft natuurlijk veel overeenkomsten met het colfspel zoals dat op het land gespeeld werd.

## Spelregels
IJscolf is een kort spel met paaltjes als doelen.

Omdat de beschikbare ruimte op het ijs moest worden gedeeld met andere medegebruikers is het aannemelijk dat het colfspel gespeeld werd op de beschikbare ruimte. Op verschillende zeventiende-eeuwse schilderijen en prenten ziet men in de nabijheid van de spelers vaak kleine paaltjes die dienstdeden als doel. Dat dit soort paaltjes moeilijk zichtbaar zouden zijn geweest op een grotere afstand is de tweede reden dat moet worden aangenomen dat ijscolf een zogenoemd kort spel was. Als derde argument kan worden aangevoerd dat de spelers zelden zijn afgebeeld met een ‘full swing’.

## Geschiedenis

### Beperkingen van het colfspel op het land
Door de vele overlast die het colven met zich meebracht, zagen stadsbesturen zich genoodzaakt tot het nemen van beperkende maatregelen. Zo zijn er vele verordeningen en charters bekend waarin het colven werd verbannen tot buiten de stad, om beschadigingen aan andermans eigendommen, verwondingen aan omstanders of ontheiliging van kerken en kerkhoven te voorkomen.
Maar ook het colven buiten de stad werd aan banden gelegd. In 1377 bepaalde het Antwerpse stadsbestuur bijvoorbeeld dat het colven verboden was tijdens de zaaitijd. ’s Zomers was bovendien de begroeiing op de akkers en weiden hinderlijk voor de spelers: de ballen gingen vaak gemakkelijk verloren. De vroege lente en de wintermaanden waren de beste tijd. In de agrarische maatschappij van die tijd was de winter bovendien de minst drukke periode van het jaar. Van de lente tot de herfst was men druk bezig op het veld en tijdens de winter was er heel wat minder werk. De vrijgekomen tijd kon aangenaam besteed worden aan andere bezigheden, zoals feesten, schaatsen en colven.

### Kleine IJstijd
In de zestiende en zeventiende eeuw waren de winters aanmerkelijk kouder dan in de 21e eeuw. Klimatologen hebben voor deze periode de naam Kleine IJstijd bedacht. Doelend op de voorbije winter spreekt een Brabantse kroniek van 1565 over de meesten en coutsten winter en vorst… dant hier te lande in 53 eare gheweest is, soo datter veel menschen van coude ghestorven sijn…

Stadsgrachten, plassen en zelfs grote rivieren vroren geregeld dicht, wat voor de colvers ruime en ideale gelegenheden schiep voor hun spel. Maar ook hiertegen werden bezwaren ingebracht, zodat als gevolg daarvan, bijvoorbeeld in Leiden, het colven upt ijs zowel upt land met een keure verboden werd. 

Toch bleef in de Nederlanden het colven, en dan vooral het ijscolven, gedurende eeuwen erg in trek.

### Iconografische bewijzen

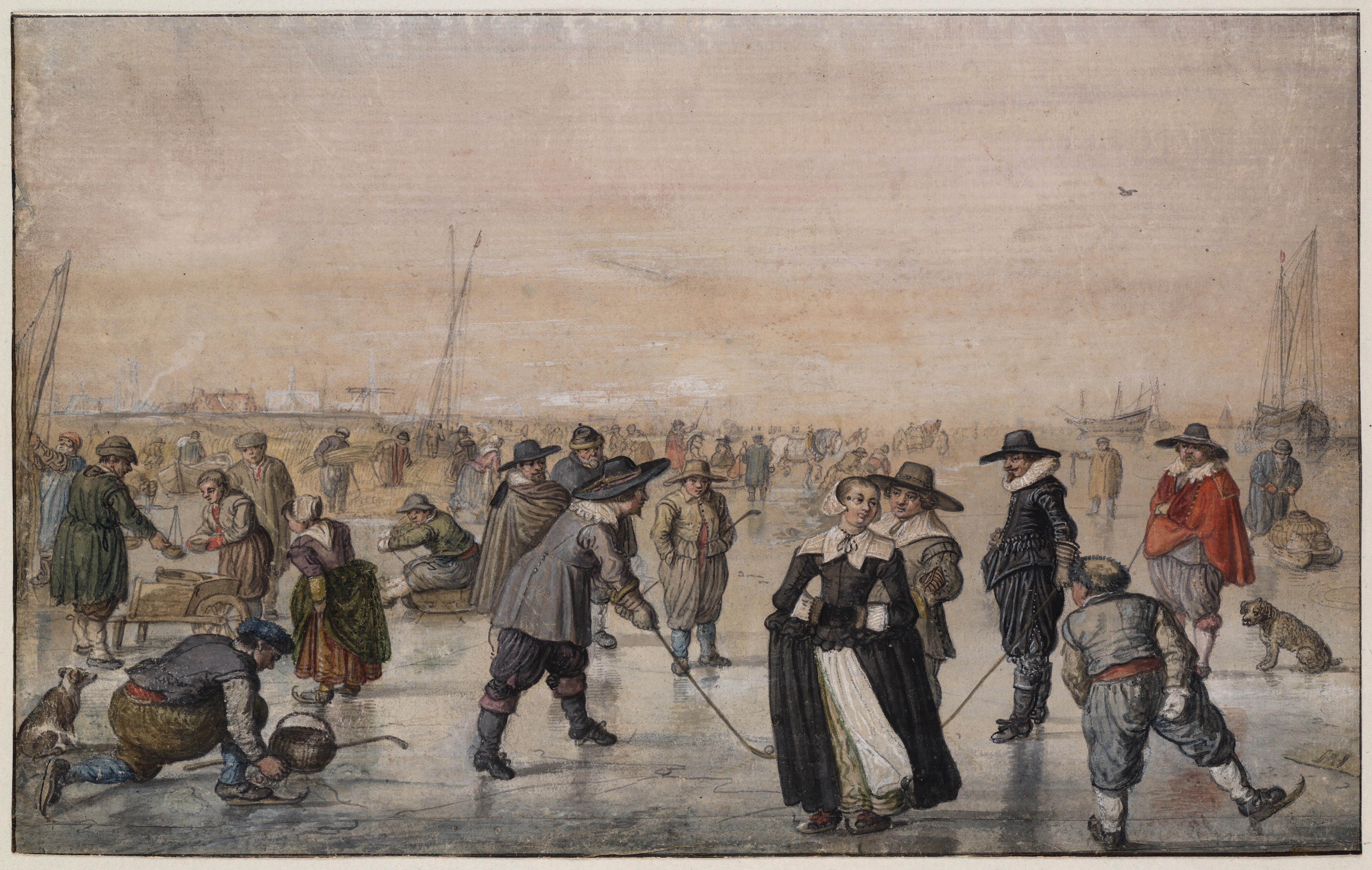
IJsvermaak, Hendrick Avercamp

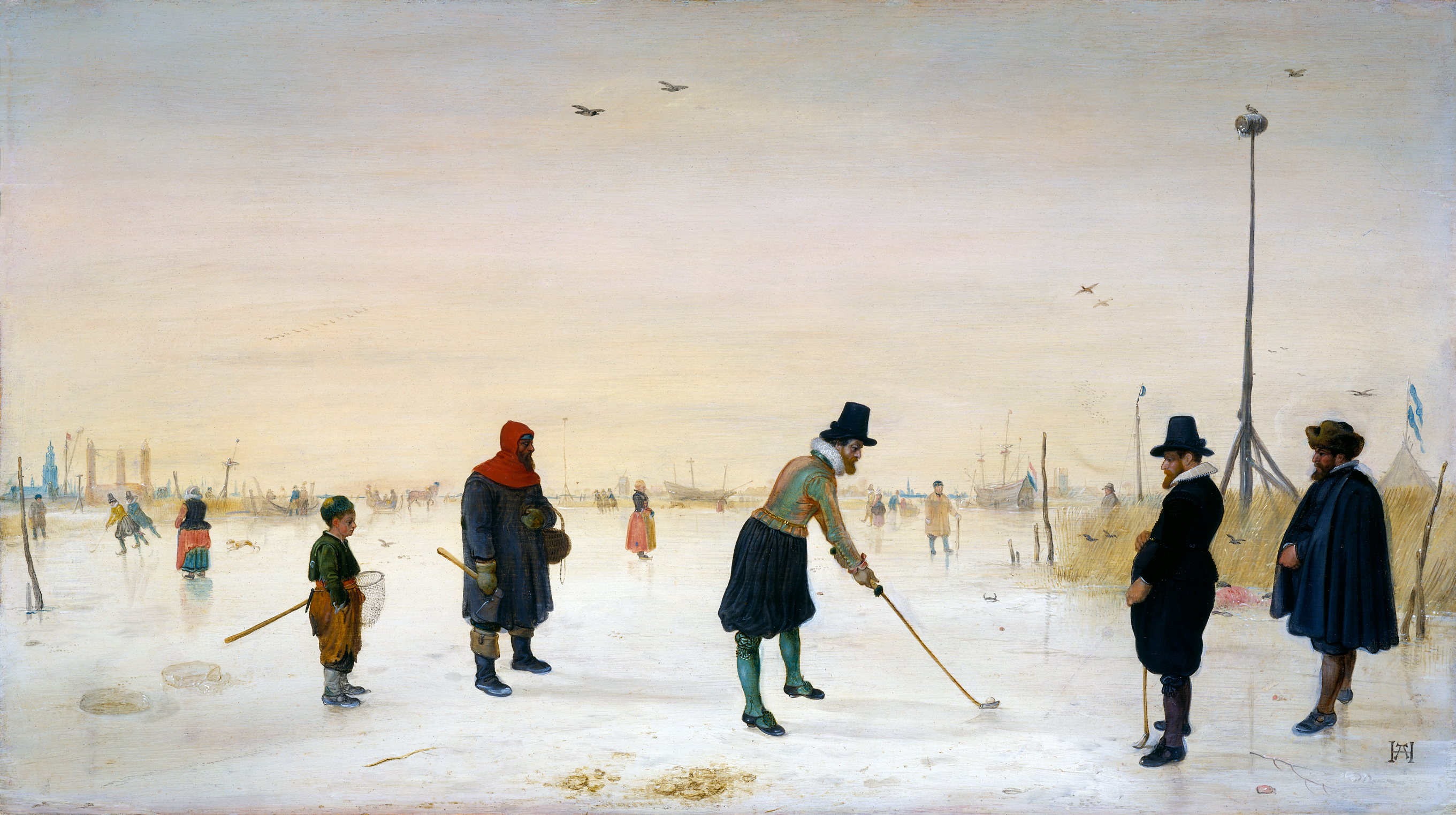
Kolfspelers op het ijs, Hendrick Avercamp (ca. 1625)

Er bestaat een ruim aantal schilderijen waarop het ijscolven of het spelmateriaal daartoe is afgebeeld. Enkele voorbeelden:
- De Zeven Hoofdzonden en De hooiwagen van Jheronimus Bosch.
- Jagers in de sneeuw, Volkstelling te Bethlehem en Winterlandschap met schaatsers en vogelknip van Pieter Bruegel de Oude.
- Lucas van Valckenborch.
- Hugo Grotius op vierjarige leeftijd van Jacob W. Delft.
- De jonge Maurits de Hiragières van Adriaen van der Linde.
- Veel schilderijen van Hendrick Avercamp.
- Arent Arentsz.
- Esaias van de Velde.
- Jan van Goyen.
- Aert van der Neer.
- Wintergezicht met colvers van Adriaen van der Velde
- Jan van der Heijden.
- Het kranenhoofd aan de Schelde te Antwerpen van Sebastiaen Vrancx.
- In Roomen van Cornelis Poelenburgh (als colver is afgebeeld de schilder Paul Bril).
- De Colfspeler van Rembrandt van Rijn (merkwaardigerwijs wordt deze afbeelding in het Engels aangeduid als de Golf Player).

## Spelmateriaal

### Colfstokken
Oorspronkelijk waren de eerste colfstokken geheel van hout gemaakt, maar in de zestiende eeuw werden de stokken verlood of verijzerd. De grip van de colfstok werd beschermd door een bekleding in gevlochten leder. Details in de afwerking zijn vooral op enkele Hollandse kinderportretten goed herkenbaar.

### Ballen
De ballen waren meestal van iepen- of beukenhout.